# Bailey Bass
Bailey Bass (Los Angeles, 18 juni 2003) is een Amerikaans actrice. Ze is vooral bekend met de rol van Tsireya in de sciencefictionfilm Avatar: The Way of Water.
Bass begon haar carrière begin 2010 met het spelen van kleine rollen in film- en televisieproducties. In 2020 speelde ze de rol van Breyona Taylor in de televisieserie Law & Order: Special Victims Unit, gevolgd door een optreden in de kerstfilm A Jenkins Family Christmas. In 2022 speelde ze Dylan in de televisiefilm Gift of Murder. Datzelfde jaar werd hij aangekondigd in de rol van Tsireya in de sciencefictionfilm Avatar: The Way of Water. Ook speelde ze in 2022 de hoofdrol van Claudia in de televisieserie Interview with the Vampire, een bewerking van de gelijknamige roman van schrijfster Anne Rice.

## Filmografie

### Film
| Jaar | Titel                      | Rol            | Opmerkingen |
| ---- | -------------------------- | -------------- | ----------- |
| 2014 | Moon and Sun               | Essence        |             |
| 2021 | A Jenkins Family Christmas | LaTrice        |             |
| 2022 | Avatar: The Way of Water   | Tsireya "Reya" |             |

### Televisie
| Jaar | Titel                             | Rol            | Opmerkingen                      |
| ---- | --------------------------------- | -------------- | -------------------------------- |
| 2020 | Law & Order: Special Victims Unit | Breyona Taylor | Afl. "Garland's Baptism by Fire" |
| 2022 | A Gift of Murder                  | Dylan          | Televisiefilm                    |
| 2022 | Interview with the Vampire        | Claudia        | 5 afleveringen                   |

- Library of Congress Control Number: no2023114274
- Virtual International Authority File: 2803169829171637320008